# BAT99-123
BAT99-123, även känd som Brey 93, är en ensam stjärna i Stora magellanska molnet i södra delen av stjärnbilden Svärdfisken. Den har en högsta skenbar magnitud av ca 15,2 och kräver ett kraftfullt teleskop för att kunna observeras. Baserat på analys av stjärnans spektrum beräknas den befinna sig på ett avstånd av ca 163 500 ljusår (ca 50 120 parsec) från solen.

## Observation
BAT99-123 upptäcktes 1970 och identifierades 1971 som en stjärna med stark OVI-emission, tillsammans med andra WO-stjärnor som WR 102, WR 142 och SMC AB8. De flesta stjärnor med stark OVI-emission som var kända vid den tiden var centralstjärna i en planetarisk nebulosa. Den är en sällsynt Wolf-Rayet-stjärna av WO-typ (syreserien) och var den första WO-stjärnan som upptäcktes i LMC. Endast tre är kända för att existera i galaxen, de andra två är LH 41-1042 och LMC195-1.

## Egenskaper
BAT99-123 är en blå Wolf-Rayet-stjärna i huvudserien av spektralklass WO3  Den har en massa av ca 7,7 solmassor, en radie av ca 0,47 solradie och utsänder energi från dess fotosfär motsvarande ca 158 500 gånger solen vid en effektiv temperatur av ca 170 000 K. Stark stjärnvind, som har en mycket hög sluthastighet på 3 300 km/s, gör att stjärnan förlorar 10-5,14 (ca 7,24 × 10−6) solmassa per år.
Wolf-Rayet-stjärnor av WO-typ är mycket nära slutet av dess livstid. BAT99-123 förutspås explodera i en supernova typ Ic om cirka 7000 år. Den förutspås då ha en massa på 7,7 solmassor, mycket lägre än dess ursprungliga massa som troligen var några dussin solmassor. Den har troligen en liknande massa just nu eftersom dess stjärnvind inte kommer att förändra massan mycket i denna tidsskala.